# Alexandru Pantea (avocat)
Alexandru Pantea este un avocat român, fost procuror, devenit cunoscut datorită abuzurilor la care a fost supus de către justiția din România.
A fost reținut, vreme de un an, începând cu aprilie 1994, pentru că a fost implicat într-o bătaie.
Pe parcursul detenției, la închisoarea din Oradea, Pantea s-a plâns că a fost bătut cu sălbăticie de colegii de celulă (care fuseseră instigați de gardieni) și băgat sub pat, cu mâinile legate, timp de 48 de ore.
Apoi a fost transportat, cu un vagon de tren, la București, la închisoarea de la Jilava.
În timpul călătoriei - care a durat câteva zile - nu a primit asistență medicală, apă sau hrană și nici nu a putut sta jos, din cauza numărului mare de deținuți aflați în același mijloc de transport.
Pe drum, care a durat câteva zile, deținutul nu a primit nici o îngrijire medicală, iar la Jilava a fost obligat să împartă patul cu un bolnav infectat cu HIV.
El a fost eliberat în 1995, când o instanță a constatat că arestarea sa a fost ilegală.
În iunie 2003, Curtea Europeană a Drepturilor Omului (CEDO) i-a dat câștig de cauză lui Alexandru Pantea în procesul acestuia împotriva Statului Român.
Curtea Europeană a stabilit că statul român a încălcat mai multe articole ale Convenției Europene a Drepturilor Omului și că trebuie să-i plătească lui Alexandru Pantea 40.000 de euro ca despăgubiri și alte 6.000 de euro, pentru cheltuielile de judecată.
CEDO a constatat că Alexandru Pantea a fost victima unor tratamente inumane, iar autoritățile române nu au derulat o anchetă aprofundată și eficientă pentru a le cerceta, încălcându-se altfel articolul 3 al Convenției.
Curtea a mai constatat faptul că, în România, procurorul nu are calitatea de magistrat în sensul Convenției, întrucât el este subordonat procurorului general și ministrului Justiției, deci nu are o independență asigurată față de puterea executivă.
În consecință, arestările dispuse de către procurori și necenzurate de o instanță imparțială încalcă, de asemenea, Convenția.
Acest lucru CEDO l-a spus încă din 1998, în cauza "Vasilescu împotriva României".
Între timp, România nu a făcut nimic ca să-și modifice legislația.
Magistrat în sensul Convenției este numai judecătorul.